# 謝泰宗
謝泰宗（？—17世紀），字默寘，號天愚，浙江寧波府定海縣人，明朝、南明政治人物。

## 生平
謝泰宗是崇禎九年（1636年）丙子科浙江鄉試舉人，次年（1637年）聯捷進士，授廣東番禺知縣。縣境盤古十八峒流寇長期未能剿滅，渠帥蘇鳳宇稱王，號稱萬人；他出任南路監軍剿滅流寇，用計抓獲得蘇鳳宇。其同黨潛伏山巔計劃劫回首領，蘇鳳宇望見後大叫令繩子斷裂，士兵不敢靠近；他立刻下馬手與其搏鬥，終於在軍前斬殺蘇鳳宇示眾。部下參將打算殺掉投降的數百人，拿出金盤玉帶為獻禮，他嚴詞拒絕，令降兵免被殺害。謝泰宗因功遷任工部都水主事，遭中傷而謫為福建福州府知事，升泉州推官。流寇入侵時，巡行視察；不久調任南安，因貪污被罰八千金助餉。
隆武帝繼位，黃道周推薦擔任兵科給事中，受命前往浙江；福京失陷後加入柴樓軍隊，不接受張存仁推薦，到七十歲時去世。

## 家族
曾祖谢维宁，大中大夫四川参政；祖谢大伦，赠同前，父谢叔瀚，礼部冠带儒士、乡宾。

## 引用
1. ↑  《崇祯十年丁丑科进士三代履历》：谢泰宗，曾祖维宁，大中大夫四川参政；祖大伦，赠同前，父叔瀚，礼部冠带儒士、乡宾。天愚，诗一房，壬子三月二十一日生，定海县人，丙子二十三名，会二百二十九名，三甲八十六名，通政司政，本年六月授广东番禺知县，辛巳升工部都水司主事，癸未補福州府知事，语乙酉升南安府推官。
2. 1 2  錢海岳《南明史·卷四十五·列傳第二十一》：謝泰宗，字時陸，定海人。崇禎十年進士。授番禺知縣，盤古十八峒百年逋寇，王師征不克。蘇鳳宇稱王，眾萬人。泰宗為南路監師，合軍剿，出奇計禽得鳳宇。其黨謀篡之，有旆而伏山巔者，鳳宇望見而呼，縛裂，左右不敢近。泰宗下馬手搏之，卒致軍前，斬以徇。參將欲戮降數百人，以金盤玉帶為壽，戒入即勿言。泰宗峻卻之，而極論其枉，降者獲免。
3. ↑  雍正《寧波府志·卷十七·選舉上》：（崇禎）九年（舉人）……謝泰宗 定
4. ↑  錢海岳《南明史·卷四十五·列傳第二十一》：上功第一。遷都水主事，中蜚語，謫泉州推官。寇警，乘障巡徼。調南安，坐貪，罰八千金助餉。紹宗即位，黃道周薦兵科給事中，命赴浙江。福京亡後，入柴樓軍。張存仁疏薦，不應。卒年七十。